# Табб, Винстон
Винстон Табб (англ. Winston Tabb) (???) — американский библиотековед и библиотечный деятель.

## Биография
Родился в США. В 1958 году поступил в Баптистский университет в Оклахоме, который он окончил в 1963 году. После окончания университета продолжил образование в Гарварде, а также Симмонском колледже и получил образование по специальностям американская литература и библиотечное дело. В 1972 году был принят на работу в Библиотеку Конгресса США в качестве стажёра специальной программы для одарённых студентов, после прохождения стажировки официально трудоустроен в библиотеку и работает там и поныне.